# Миколаївка (Леб'язький старостинський округ)
Микола́ївка (у 1824—1918 роках — Серікове) — село в Україні, у Леб'язькому старостинському окрузі Чкаловської селищної громади Чугуївського району Харківської області. Населення становить 53 особи. До 2016 орган місцевого самоврядування — Леб'язька сільська рада, що увійшла до складу Чкаловської селищної громади.

## Географія
Село Миколаївка знаходиться біля витоків річки Леб'яжа, вище за течією межує з селом Миколаївка (Чкаловська селищна рада, Чугуївський район), нижче за течією на відстані 9,7 км розташоване село Леб'яже. На річці кілька загат. За 3,3 км від села проходить автошлях національного значення Н26, за 9 км розташована залізнична станція Пролісний.

## Історія
Засноване 1824 року, як село Серікове. 1918 року село перейменоване на Миколаївку.
12 червня 2020 року, відповідно до Розпорядження Кабінету Міністрів України № 725-р «Про визначення адміністративних центрів та затвердження територій територіальних громад Харківської області», увійшло до складу Чкаловської селищної громади.
19 липня 2020 року, в результаті адміністративно-територіальної реформи та ліквідації Чугуївського району, село увійшло до складу новоствореного Чугуївського району Харківської області.